# Нанси Майърс
Нанси Джейн Майърс (на английски: Nancy Jane Meyers) е американска филмова режисьорка, сценаристка и продуцентка. 

## Биография

### Младежки години
Нанси Майърс е родена на 8 декември 1949 г. във Филаделфия. През 1972 г. завършва журналистика в Американския университет във Вашингтон и се мести в Лос Анджелис.

### Кариера
През 1980 г. дебютира като сценарист на филма „Редник Бенджамин“. И още с него получава номинация за наградата „Оскар“ в категорията „Най-добър сценарий“. През следващите две десетилетия заедно със съпруга си създава много филми, на които винаги е сценарист.
След развода си през 1998 г. Майърс дебютира и като режисьор, снимайки филма „Капан за родители“. Но звездният ѝ час като режисьор идва, когато заснема филма „Какво искат жените“ с Мел Гибсън в главната роля.
През 2010 г. по кината тръгва филмът „Не е лесно...“, за който Нанси Майърс получава номинация за наградата „Златен глобус“ в категорията „Най-добър сценарий“.

## Филмография
| Година | Заглавие                                                 | Режисьор | Сценарист | Продуцент |
| ------ | -------------------------------------------------------- | -------- | --------- | --------- |
| 1980   | „Редник Бенджамин“ (Private Benjamin)                    |          | Да        | Да        |
| 1984   | „Непреодолими различия“ (Irreconcilable Differences)     |          | Да        |           |
| 1984   | „Протокол“ (Protocol)                                    |          | Да        |           |
| 1987   | „Бейби бум“ (Baby Boom)                                  |          | Да        | Да        |
| 1991   | „Бащата на булката“ (Father of the Bride)                |          | Да        | Да        |
| 1992   | „Имало едно време едно престъпление“ (Once Upon a Crime) |          | Да        |           |
| 1994   | „Обичам неприятностите“ (I Love Trouble)                 |          | Да        | Да        |
| 1995   | „Бащата на булката 2“ (Father of the Bride Part II)      |          | Да        | Да        |
| 1998   | „Капан за родители“ (The Parent Trap)                    | Да       | Да        |           |
| 2000   | „Какво искат жените“ (What Women Want)                   | Да       |           | Да        |
| 2003   | „Невъзможно твой“ (Something's Gotta Give)               | Да       | Да        | Да        |
| 2006   | „Ваканцията“ (The Holiday)                               | Да       | Да        | Да        |
| 2009   | „Не е лесно...“ (It's Complicated)                       | Да       | Да        | Да        |
| 2015   | „Обратно в играта“ (The Intern)                          | Да       | Да        | Да        |